# Mikołaj Aksan
Mikołaj Aksan (ur. 16 sierpnia 1893 w Żytomierzu, zm. 13 lub 14 kwietnia 1940 w Katyniu) – podporucznik broni pancernych Wojska Polskiego, ofiara zbrodni katyńskiej.

## Życiorys
Syn Arnolda Leona i Marii z Rychlińskich urodzony 16 sierpnia 1893 w Żytomierzu, ówczesnej stolicy guberni wołyńskiej. Był młodszym bratem Konrada (1883–1968), pułkownika Wojska Polskiego i Arnolda Edwarda (ur. 14 października 1885 w Kijowie), oficera armii rosyjskiej, lekarza medycyny, zamieszkałego w Michaliszkach.
Mikołaj ukończył korpus kadetów i Pawłowską Szkołę Wojskową. W czasie I wojny światowej jako podporucznik walczył w szeregach 217 Kowrowskiego Pułku Piechoty, a później 2 kompanii samochodowej (ros. 2-я автомобильная рота).
Od listopada 1922 do kwietnia 1934 pracował w warsztatach samochodowych 7 dywizjonu samochodowego w Poznaniu na stanowisku kierownika technicznego. Później został zatrudniony w 1 batalionie czołgów i samochodów pancernych w tym samym garnizonie. W 1934, jako oficer rezerwy pozostawał w ewidencji Powiatowej Komendy Uzupełnień Poznań Miasto. Posiadał wówczas przydział w rezerwie do kadry 7 dywizjonu samochodowego w Poznaniu.
8 stycznia 1923 przeniósł się z Warszawy do Poznania. Od 16 sierpnia 1930 mieszkał w Poznaniu przy ul. Ułańskiej 2 razem z żoną, Elżbietą z domu Freyjang (ur. 14 maja 1894 w Petersburgu) i trójką dzieci: Mikołajem (ur. 4 maja 1922 w Petersburgu), Reginą Marią (ur. 18 kwietnia 1924 w Winiarach) i Włodzimierzem (ur. 13 października 1929 w Poznaniu).
W czasie kampanii wrześniowej 1939, po agresji ZSRR na Polskę, dostał się do niewoli sowieckiej. Przebywał w obozie jenieckim NKWD w Kozielsku. 11 lub 12 kwietnia 1940 został przekazany do dyspozycji naczelnika Zarządu NKWD Obwodu Smoleńskiego. 13 lub 14 kwietnia 1940 zamordowano go w Katyniu i tam pogrzebano w bezimiennej mogile zbiorowej, gdzie od 28 lipca 2000 mieści się oficjalnie Polski Cmentarz Wojenny w Katyniu. W Lesie Katyńskim prowadzone były ekshumacje i prace archeologiczne. W czasie ekshumacji przeprowadzonej wiosną 1943 przez Niemców, odnaleziono jego prawo jazdy i 1 zaświadczenie, a zwłoki oznaczono numerem 1526. Figuruje na liście wywózkowej 022/2 z 9 kwietnia 1940 oraz na liście ekshumacyjnej Komisji Technicznej PCK pod numerem 01526.
5 października 2007 minister obrony narodowej Aleksander Szczygło mianował go pośmiertnie na stopień porucznika. Awans został ogłoszony 9 listopada 2007 w Warszawie, w trakcie uroczystości „Katyń Pamiętamy – Uczcijmy Pamięć Bohaterów”.

## Ordery i odznaczenia
- Medal Dziesięciolecia Odzyskanej Niepodległości[2]
- Order Świętej Anny 2 stopnia – 1 grudnia 1916[7][2]
- Order Świętego Stanisława 2 stopnia – 12 maja 1916[7][2]
- Order Świętej Anny 3 stopnia z mieczami i kokardą – 18 listopada 1916[7][2]
- Order Świętego Stanisława 3 stopnia z mieczami i kokardą – 12 sierpnia 1915[7][2]